# Tower defense

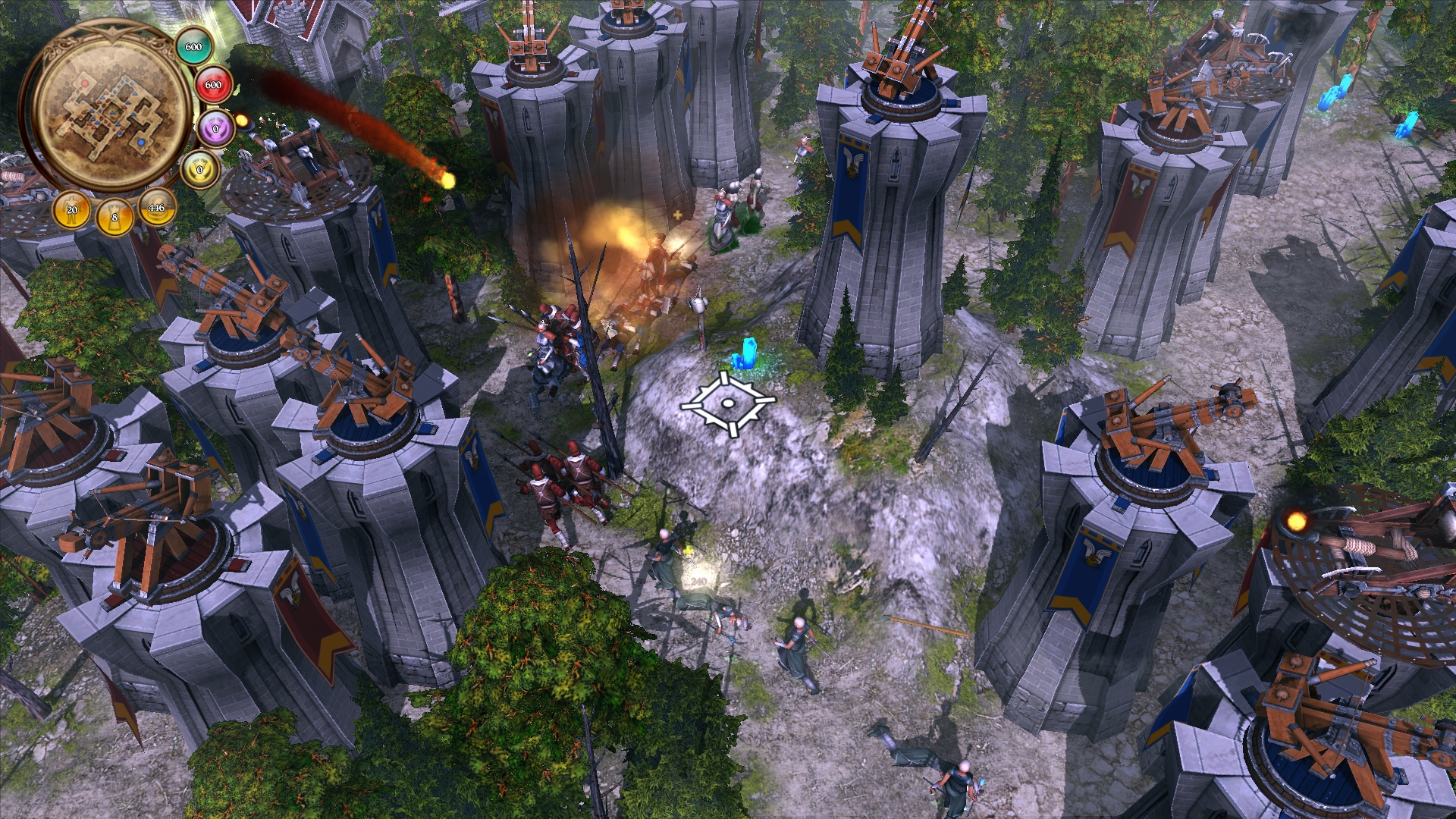
Вежі атакують нападників у грі Defenders of Ardania

Tower defense (TD), скорочено тавердеф або захист вежами — жанр стратегічних відеоігор. В іграх цього жанру гравець зазвичай має єдине завдання — відбити напад ворогів, які наступають хвиля за хвилею. Для цього в перших іграх жанру, які й дали йому цю назву, гравець будував різноманітні вежі на заздалегідь визначених ключових ділянках. Згодом до веж почали додавати різноманітні захисні споруди, замінювати на істот/воїнів, додавати посилення тощо. Типово ворог з'являється з одного або кількох напрямків і рухається на гравця або в певне місце. З кожною відбитою хвилею нападу ворогів стає більше, а також вони стають сильнішими. Противники й захисні споруди відрізняються характеристиками, ціною, розмірами тощо. За перемогу над ворогом гравець отримує гроші або бали, які може використати для розвитку, поліпшення, ремонту тощо.
Стратегічна складова гри повністю заснована на правильному розміщенні захисних споруд і виборі їхнього типу. У класичних іграх цього жанру вороги йдуть за визначеним маршрутом, схожим на переходи лабіринту, і це дає гравцеві можливість стратегічно розміщувати вежі. Є й такі (лінійні TD), де використовуються прямі шляхи замість лабіринтів (наприклад, The Last Shelter). У деяких іграх гравець може сам вибудовувати лабіринт із веж і блоків (наприклад Mindustry).
З часом жанр «Захист вежами» ускладнився рольовими елементами, як-от поліпшення рівня під час бою та накопичення досвіду, за який можна розблоковувати здібності, додаткову зброю, поліпшувати характеристики тощо.

## Підвиди

Anomaly: Warzone Earth — приклад Tower Offence

Існують відмінності між різними іграми цього жанру. Наприклад, типово під час поліпшення вежі поліпшуються її показники, як-от дальність пострілу, потужність тощо. Однак у грі Onslaught! кожен показник можна поліпшити окремо. У деяких TD вороги можуть також відстрілюватися, а вежі мають смугу міцності чи здоров'я. В окремих іграх вороги можуть пересуватися довільно, оминати перешкоди тощо. Хвилі нападу можуть починатися за командою гравця (тобто гравець має час підготуватися до кожної хвилі) або з певним проміжком часу. Гра може мати економічну складову: наприклад, можна побудувати банк, який буде в геометричній прогресії збільшувати прибуток від убивства ворогів. Супротивники в різних іграх можуть відрізнятися за своїми характеристиками та здібностями — хтось може літати, і для його знищення потрібно встановлювати особливі протиповітряні вежі.
Також існує тип ігор Tower Invasion або Tower Offence (цей термін ввела компанія 11 Bit Studios), де гравець повинен провести свої війська між вежами. Прикладом такої гри є Anomaly: Warzone Earth та її продовження.